# Diplostigma canescens
Diplostigma canescens är en oleanderväxtart som beskrevs av Karl Moritz Schumann. Diplostigma canescens ingår i släktet Diplostigma och familjen oleanderväxter. Inga underarter finns listade i Catalogue of Life.